# Walkaloosa
Walkaloosa är en hästras som utvecklats i USA. Rasen utvecklades efter att de extra gångarterna hos de vanliga Appaloosahästarna helt hade avlats bort till förmån för den tigrerade färgen. Walkaloosahästarna är även de alltid tigrerade, dvs prickiga och ska vara "gaited", dvs ha extra gångarter och hästarna kan vara på ponnyhöjd då mankhöjden kan vara så låg som 130 cm. Men vanligast är att hästarna blir runt 150 cm. 

## Historia
Efter att Nez Perceindianerna hade tvingats in i reservat år 1788 var den prickiga rasen Appaloosa på väg att försvinna. 1938 tog föreningen Appaloosa Horse Club hand om aveln av den prickiga Appaloosahästen. Dock var föreningen så fokuserade på den tigrerade färgen att man helt glömde bort att bevara de enastående gångarterna som en del av hästarna visade upp, bland annat en bekväm flytande gång som kallades "Indian Shuffle". 1965 registrerades den första Walkaloosan i Appaloosa horse club. Walkaloosa Horse Club skulle inte startas förrän år 1983.  
Det var tack vare Pem Meyer som de "gaitade" hästarna kunde tas tillvara och fortsätta avlas. Pem Meyer hade ridit i hela sitt liv när hon skadade nacken i en bilolycka. Hon kunde inte rida efter det utan att det gjorde ont. Efter 10 års försök gav hon nästan upp helt när en väninna introducerade henne till "gaitade" hästar som var mycket bekvämare att rida och Pem Meyer kunde nu rida utan att det gjorde ont. Hon bestämde sig att bevara och avla fram gaitade hästar av sina favoritraser och investerade nästan alla sina pengar i både Walkaloosa Horse Association och North American Single-footing Horse Association för gaitade hästar. 1999 köpte hon Walkaloosa Horse Association och flyttade den från Otis Orchards i delstaten Washington till Los Osos i Kalifornien. 
I och med Pem Meyers övertag började hon ändra reglerna i hopp om att kunna rädda de "gaitade" Appaloosahästarna. För att få in mer avelsmaterial så krävdes det inte längre att hästarna var renrasiga Appaloosahästar utan korsningar med andra hästar som var "gaitade" skulle godkännas, så länge de hade den prickiga färgen. 
Idag måste hästen möta en av dessa tre kriterier för att få registreras som Walkaloosa
- 1: Båda föräldrarna är registrerade Walkaloosahästar, eller
- 2: Vara en avkomma från en Appaloosa och en annan ras med naturliga extra gångarter, eller
- 3: Enbart vara tigrerad och visa upp minst en extra gångart.

## Egenskaper
Walkaloosan kan ha väldigt olika utseende då korsningar mellan en stor rad olika "gaitade" raser är tillåtna. För att registreras som Walkaloosa måste hästen visa upp en tigrerad färgteckning och minst en extra gångart, som ska vara bekväm att rida och med mjuka steg. 
Något som föredras hos rasen är stora ögon, små mular och en rak eller lätt inåtbuktad nosprofil. Hästarna får inte heller ha för smal bringa eller för kort hals. Walkaloosan kan vara allt mellan 130 och 160 cm och kan alltså räknas som ponny men vanligast är att hästarna blir ca 150 cm.